# Glaukiasz illír király
Glaukiasz (ógörög Γλαυκίας, latin Glaucias; ? – i. e. 302) az Illír Királyság uralkodója i. e. 335 és 302 között. A taulantok törzséből kikerülő illír király uralkodását az adriai partvidék meghódítására törő Makedón Királyság elleni háborúskodás határozta meg. Bár uralkodása elején nem neki kedvezett a hadi szerencse, az i. e. 310-es évek második felére stabilizálni tudta hatalmát Lisszosztól Aulónig terjedő országában. A későbbi diadalmas épeiroszi és makedóniai király, I. Pürrhosz pártfogója és nevelőapja volt. Halálát követően az Illír Királyság más illír törzsek irányítása alá került.

## Életútja
Egyes elméletek szerint Glaukiasz apja Pleuratosz, az Illír Királyság feltehetően i. e. 356 utáni uralkodója volt, de ez a leszármazási kapcsolat nem tisztázott megnyugtatóan. A korabeli források alapján annyi bizonyos, hogy Glaukiasz i. e. 335-ben a délnyugati taulant illírek felett uralkodó király volt. Már uralkodása első évében fegyvert fogott a makedónok ellen, amikor Kleitosz dasszaréta király segítségére sietett a makedón III. Alekandrosz vagy más néven Nagy Sándor ellen vívott pélioni csatában, de végül alulmaradtak az ütközetben. Kleitosz a taulant udvarba menekült, ahol Glaukiasz oltalmat kínált neki. A győzelem után III. Alexandrosz birodalmához csatolta az enkhele területeket, a déli illírek politikai központja így a Glaukiasz kezén lévő partvidék lett.
Glaukiasz a következő években újjászervezte hadseregét, és egy makedónellenes szövetség kiépítésére is kísérletet tett. Amikor i. e. 316-ban az országában kirobbant felkelés elől menekülve Aiakidész épeiroszi király megpihent Glaukiasz udvarában, még karonülő gyermekét, Pürrhoszt az illír király gondoskodására bízta. Könnyű szívvel tehette, hiszen a történetíró Iustinus feljegyzése szerint az illír királyné, Beroia rokonságban állt Aiakidésszel. Plutarkhosz romantikus felhangokat sem nélkülöző krónikája szerint amikor a fiút Glaukiasz és felesége, Beroia lába elé tették a földre, a kisgyermek Glaukiasz ruházatába kapaszkodva és a király térdére támaszkodva egyenesedett fel álló helyzetbe. Glaukiaszt mulattatta a gyermek, és felesége gondoskodására bízta őt, hogy fiaival együtt nevelje. Döntésében azonban politikai elgondolások is szerepet játszottak: egy jövőbeni illír–épeiroszi szövetséget lehetett megalapozni a királyi sarj pártfogásba vételével. A makedónok királya, Kasszandrosz később 200 talentumot ajánlott fel Glaukiasznak a gyermek átadásáért, de az illír uralkodó elutasította az ajánlatot.
A makedón uralkodó a visszautasítást ürügyül felhasználva, az adriai partvidék elfoglalásának céljával megtámadta Illíriát. Miután elfoglalta Akarnaniát, i. e. 314-ben Kasszandrosz a vele szövetséges, Aiakidész utáni Épeirosz területéről, déli irányból támadt a taulant illír területekre. A történetíró Szicíliai Diodórosz beszámolóiból ismert, hogy Kasszandrosz előbb elfoglalta Apollóniát, majd a Hebrosz (a mai Devoll) folyót átlépve Epidamnosz alá vonult, hogy összecsapjon Glaukiasz seregeivel. Az epidamnoszi csata a makedónok győzelmével zárult, Glaukiasz területeinek nagy részét elveszítette, ráadásul köteleznie kellett magát arra, hogy sem a makedónokat, sem azok szövetségeseit nem támadja meg. Két évvel később, i. e. 312-ben azonban a makedónok adriai uralmának vége szakadt, amikor Apollónia és Epidamnosz lakói fellázadtak, a kerküraiak által támogatott Glaukiasz pedig fegyvereseivel a segítségükre sietett. Apollóniát felszabadították, Epidamnoszt pedig Glaukiasz illír királyságának fennhatósága alá rendelték. Glaukiasz a későbbiekben megpróbálta Apollónia felett is átvenni a hatalmat, de próbálkozásai sikertelenül jártak. A krónikák szerint éppen amikor Apollóniát ostromolta, az arra hajózó Akrotatosz spártai király érveinek engedve hagyott fel az ostrommal és békés kapcsolatokat épített ki a várossal.
Uralkodásának hátra lévő évtizede viszonylagos békében telt, királyságának határai északon Lisszoszig, délen Aulónig terjedtek. Az udvarában nevelkedett Pürrhoszt, amikor elérte a tizenkét éves életkort, II. Alketasz épeiroszi király halála után, i. e. 306-ban visszahelyezte apja trónjára. Az i. e. 302-ben bekövetkezett halála után az Illír Királyság feletti hatalomért folyó vetélkedésben a taulantok elveszítették politikai befolyásukat. Idővel az ardiaták váltak az illírség meghatározó törzsévé, királyságának déli területeit pedig az immár épeiroszi uralkodó, Pürrhosz hódította meg.